# Ion C. Petrescu
Ion C. Petrescu (n. 26 ianuarie 1892, Rădești, România – d. secolul al XX-lea) a fost un profesor universitar, care a îndeplinit funcția de ministru subsecretar de Stat la Ministerul Culturii Naționale și al Cultelor (4 decembrie 1941 - 23 august 1944).

## Biografie
Conf. univ. I. C. Petrescu a fost numit pe 4 decembrie 1941 în funcția de ministru subsecretar de Stat la Ministerul Culturii Naționale și al Cultelor în guvernul Ion Antonescu (3).
A fost condamnat la închisoare după război.